# Antheua ungulata
Antheua ungulata is een vlinder uit de familie tandvlinders (Notodontidae). De wetenschappelijke naam van deze soort is voor het eerst geldig gepubliceerd in 1939 door Berio.
De soort komt voor in tropisch Afrika.